# Blitz Club

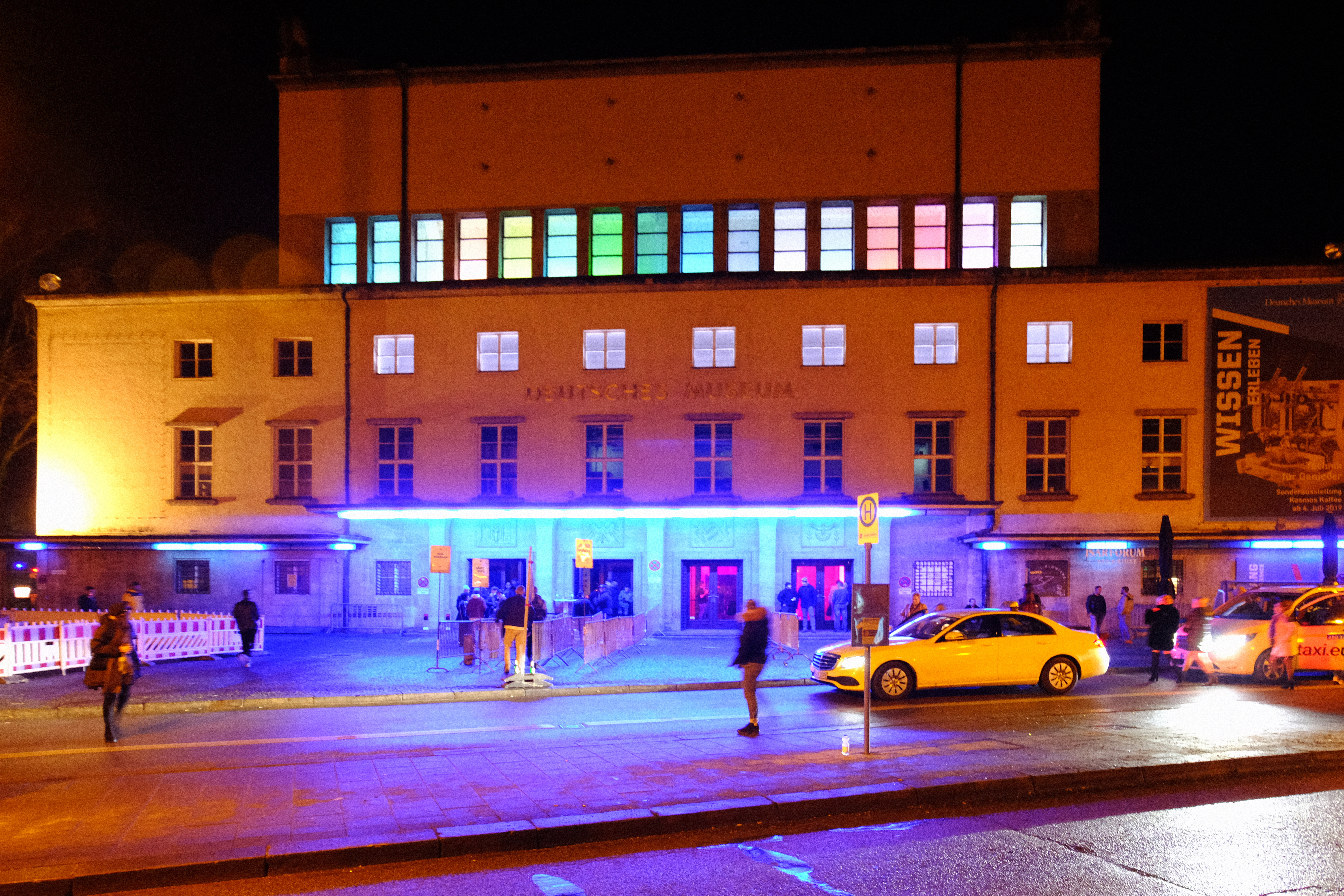
Blitz Club (2020)

Der Blitz Club ist ein international bekannter Techno-Club im Münchner Stadtbezirk Ludwigsvorstadt-Isarvorstadt.

## Geschichte und Veranstaltungsort
Der Club befindet sich in der im Jahr 1935 fertiggestellten ehemaligen Kongresshalle des Deutschen Museums am prestigeträchtigen Standort der Münchner Museumsinsel 1. In dem markanten Gebäude befand sich bis 1985 Münchens größter Konzertsaal und ein Planetarium sowie später ein bekanntes IMAX-Kino. Danach stand die Kongresshalle sieben Jahre lang leer, bis im Jahr 2016 die heutigen Betreiber des Blitz Club eine mögliche Nutzung anfragten. Nach Monaten aufwändiger Planungs- und Umbauarbeiten, die die schwierigen statischen Bedingungen auf der Museumsinsel berücksichtigen mussten, eröffnete der Club am 22. April 2017. Die Eröffnung wurde bereits im Vorfeld von großem Medieninteresse begleitet. So berichteten neben deutschen Nachrichtenmedien und Fachzeitschriften auch internationale Fachmagazine zum Thema elektronische Musikkultur über die Eröffnung des Clubs, u. a. DJ Mag, Mixmag und Fact Magazin. Der weitläufige Club bietet zwei separate Dancefloors, zwei Bars, mehrere Rückzugsbereiche und ein Raucher-Separee. Insgesamt haben bis zu 800 Gäste Platz. Zum Blitz gehört zudem ein vegetarisches Restaurant mit Biergarten, das unabhängig vom Club betrieben wird.

### Sound- und Clubarchitektur
Im Unterschied zu früheren bekannten Münchner Techno-Clubs wie Ultraschall, KW – Das Heizkraftwerk oder MMA Club befindet sich der Blitz Club nicht in einer ehemaligen Industriekulisse. Er wurde nach einem ausgeklügelten Raum-im-Raum-Konzept in die Kongresshalle gebaut, um gemäß dem Leitprinzip „form follows function“ ein möglichst perfektes Sounderlebnis zu bieten. Die Soundarchitektur des Clubs wurde in deutschen und internationalen Fachzeitschriften für elektronische Musik, Architektur und Soundarchitektur ausführlich besprochen, unter anderem in Groove, Mixmag, Baunetz Wissen und Detail. Die Räume wurden in monatelanger Arbeit zusammen mit dem Sound-Engineer Laurin Schafhausen, den Architekten von Studio Knack und Simon Vorhammer sowie dem Akustiker Christian Becker gemeinsam entwickelt und auf das Akustik-Erlebnis hin optimiert. Aus akustischen Gründen gibt es kaum rechte Winkel im Club, beim Material wurde auf Buchenholz und perforiertes Stahlblech statt auf die für Techno-Clubs typischen Betonwände gesetzt. Um eine optimale Raumakustik zu erreichen, wurden zudem speziell geformte Holzpaneele nach den Vorgaben eines Akustikers entwickelt. In die Oberflächen dieser Wandpaneele ist eine scheinbar chaotische, dem Schwarmverhalten von Fischen, Vögeln und Insekten nachempfundene Wabenstruktur eingefräst. Ein eigens dafür entwickelter Computeralgorithmus berechnete dieses Muster, das die Schallwellen sanft streut, innerhalb einer Woche. Die von der Firma VOID maßgefertigte PA-Anlage gilt als eine der besten in Deutschland und ist eine der größten, die der Hersteller je gebaut hat. Laut Aussage der Clubbetreiber ist für den Klang jedoch die optimierte Raumarchitektur wichtiger als die Marke der Lautsprecher. Das maßgefertigte Incubus Soundsystem ist als Vierpunktsystem angeordnet, so dass in jeder Raumecke um die Tanzfläche ein PA-Turm steht. Zudem hängen an der Decke 360-Grad-Hochtöner, die eigens für den Club entworfen wurden, und mit welchen der DJ dreidimensionale Soundeffekte erzeugen kann.
Der Mainfloor und die Soundanlage wurden in Abkehr vom Bühnenprinzip so gestaltet, dass die Tanzfläche und die Tanzenden im Mittelpunkt stehen, anstatt die Aufmerksamkeit auf das DJ-Pult zu konzentrieren. Das Pult befindet sich am Rand und auf der gleichen Ebene wie die Tanzfläche statt davon losgelöst. Insgesamt ist das sehr puristische Clubdesign weitgehend auf das Klang- und Tanzerlebnis hin optimiert, auf überdimensioniertes Branding wird verzichtet.

### DJs, Musik und Szene

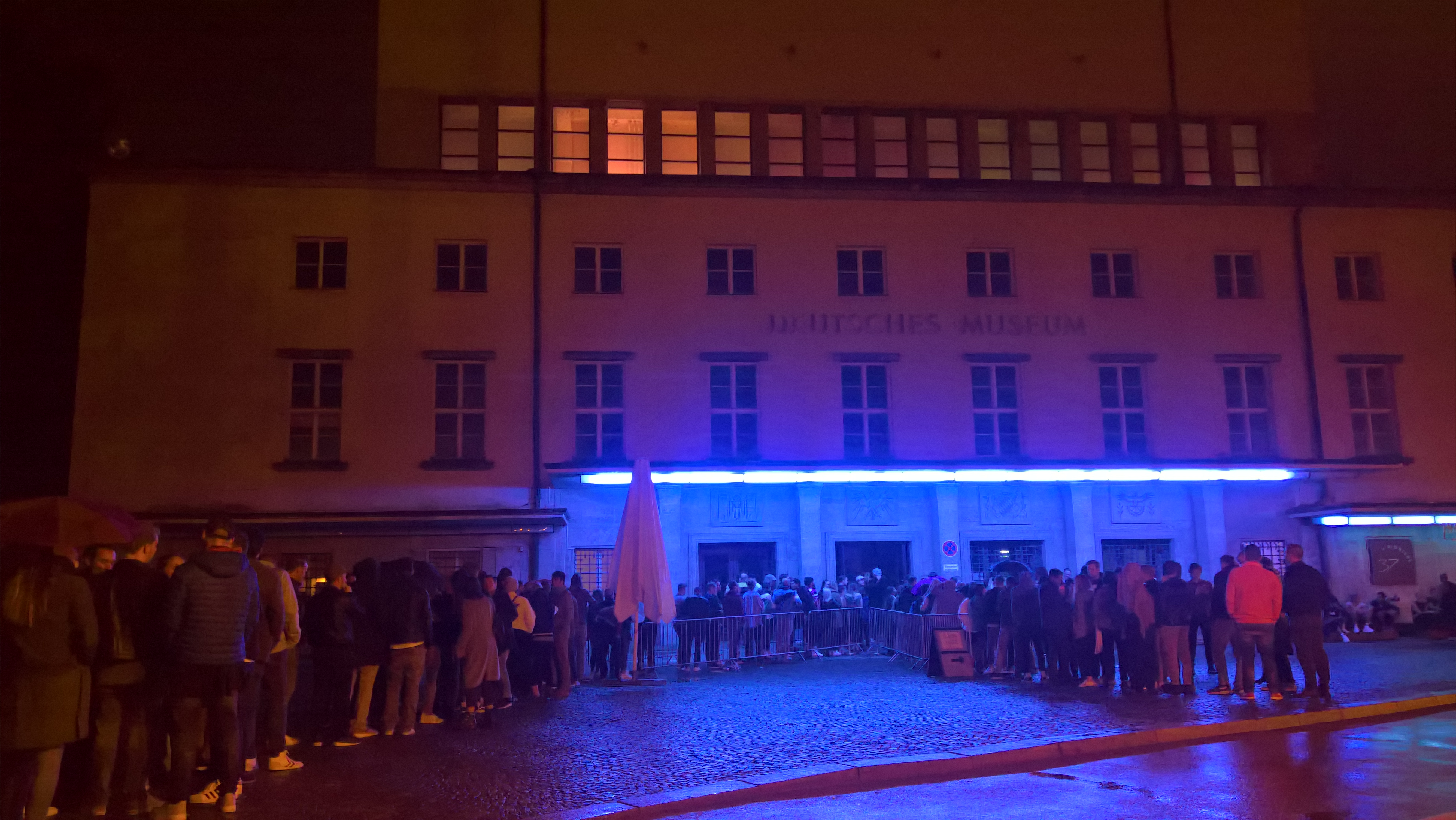
Warteschlange vor dem Blitz Club (2018)

Die Betreiber des Clubs setzen sich aus ehemaligen Crew-Mitgliedern der Clubs Bob Beaman, Charlie, Die Registratur, King und dessen Nachfolger Kong Club zusammen, die bereits eine größere Technoszene in München um sich versammelten. Programmchef ist der in der Münchner Szene bekannte DJ David Muallem, der vorher als Booker für das Bob Beaman tätig war. Resident DJs sind neben Muallem die Zenker Brothers, Skee Mask, Sascha Sibler, Julietta,Glaskin  und La Staab. Im Blitz Club spielen neben den Residents vorwiegend international renommierte DJs und Live-Acts, unter anderem Jeff Mills, Richie Hawtin, Carl Craig, Ben Sims, Seth Troxler, I-F, Miss Kittin, Surgeon, Luke Slater, Laurent Garnier, Nina Kraviz, DJ Hell, Sven Väth, Chris Liebing, Monika Kruse, Ellen Allien, Boys Noize, Marcel Dettmann, Ben Klock, Len Faki, Steve Bug, Modeselektor, Michael Mayer, Roman Flügel und Âme. Auch die seit den 1990er Jahren bekannte Clubnacht World League findet regelmäßig im Blitz Club statt. Das Blitz war zudem auch ein Veranstaltungsort der deutschlandweiten Telekom Electronic Beats Clubnight Series. Programmatisch bietet der Club auch eine Veranstaltungsreihe für die schwule Fetischszene namens Cruise an.

### Weitere Besonderheiten
Der Club setzt auf ein striktes Foto- und Filmverbot, das dafür sorgen soll, dass man sich ganz aufs Tanzen konzentriert. Nach eigener Aussage will man aber auch ein Ort der Inklusion ohne strenge Türpolitik sein. Im Juli 2017 wurde die Sperrstunde für das Blitz aufgehoben, so dass der Club seitdem bis morgens geöffnet sein darf.

### Feuerwehr- und Polizeieinsatz am Eröffnungstag
Der Eröffnungsevent des Clubs am 22. April 2017 sorgte deutschlandweit für Schlagzeilen. Durch den in den Wochen vor der Eröffnung angefachten Hype um das Blitz kam es zu einem großen Menschenandrang auf der Museumsinsel. Statt der erlaubten maximal 800 Gäste waren die Räumlichkeiten des Clubs schnell mit 1500 Menschen überfüllt. Als ein Ende des weiteren Besucherzustroms nicht abzusehen war und die wartende Menschenmenge begann, Zufahrten, Notausgänge und Rettungswege für die Feuerwehr zu blockieren und an die Trambahngleise zu drängen, rückte die Feuerwehr an, welche schließlich die Polizei zur Unterstützung anforderte. Um die Lage zu entschärfen, rückten daraufhin etwa 30 Polizeibeamte an, sperrten die Rosenheimer Straße komplett in beide Richtungen, räumten den Vorplatz und schickten hunderte von Wartenden nach Hause. Von zahlreichen Gästen, die nicht in den Club kamen, gab es daraufhin Kritik an der Organisation des Eröffnungsevents.

## Blitz Restaurant
Neben dem Techno-Club gehört zum Blitz auch ein vegetarisches Restaurant mit mexikanisch-zentralamerikanischer Küche und Biergarten auf der direkt am Isarufer gelegenen Außenterrasse. Das Restaurant wird von Sandra Forster und ihrem Team betrieben, welche bereits durch mehrere andere Gastronomie-Projekte in München Bekanntheit erlangt hatten. Anders als im Club existiert im Restaurant kein Fotoverbot. Auch das Restaurant, seine exotisch-bunte Einrichtung und das kulinarische Cocktail- und Speisenangebot sind immer wieder Ziel der Berichterstattung in Tageszeitungen und Zeitschriften der Gastronomiekritik.

## Rezeption
Der Blitz Club ist regelmäßig Gegenstand der Berichterstattung in überregionalen und internationalen Tageszeitungen, Nachrichtenmagazinen sowie Fachmagazinen für elektronische Musik, Clubkultur und Soundarchitektur. Im Resident Advisor Ranking wird das Blitz als einer der populärsten Clubs Münchens bewertet (Platz 2, Stand: Oktober 2019). In der jährlichen Leserpoll des Faze Magazin wurde der Club zu einem der besten des Jahres 2017 (Platz 3) gewählt, beim Leservoting für das Jahr 2019 erreichte er hier den vierten Platz. In der jährlichen Leserpoll des Groove Magazins wurde der Club ebenfalls zu einem der besten des Jahres 2017 (Platz 4) gewählt.

## Auszeichnungen
- APPLAUS 2023 – Preis für beste Livemusikstätte[49]